# Тітіріджі жовточеревий
Тітірі́джі жовточеревий (Hemitriccus iohannis) — вид горобцеподібних птахів родини тиранових (Tyrannidae). Мешкає в Південній Америці.

## Опис
Довжина птаха становить 11 см, вага 9-13 г. Виду не притаманний статевий диморфізм. Верхня частина тіла оливково-зелена, горло темно-жовте, боки зеленуваті, живіт жовтий. Крила темні, края махових пер жовті. На грудях нечіткі жовті смужки.

## Поширення і екологія
Жовточереві тітіріджі поширені на південному заході Амазонії. Вони мешкають на сході Перу (на південь до Мадре-де-Дьйос), на заході Бразилії (на схід до верхів'їв річок Солімойнс, Журуа і Пурус) та на півночі Болівії (Пандо і Бені). Ізольовані популяції мешкають також на півдні Колумбії (Путумайо) та на сході Еквадору в заповіднику Капаві.
Жовточереві тітіріджі живуть в амазонській сельві. Вони зустрічаються на висоті до 600 м над рівнем моря.